# Thiobon
Thiobon est un village du Sénégal situé dans le Boulouf en Basse-Casamance, au nord-ouest de la sous-préfecture de Tendouck, à 42 km de la ville de Bignona, chef-lieu du département, et à 72 km de la ville de Ziguinchor. Il fait partie de la communauté rurale de Kartiack, dans l'arrondissement de Tendouck, le département de Bignona et la région de Ziguinchor.
On peut accéder à Thiobon par voie fluviale et par la route (Boucle du Blouf).
La localité compte cinq quartiers : Amanque, Dablé, Erindian, Kabine et Kafone.

## Géographie et écosystème

### Localisation
Le village est limité au nord par le marigot de Baïla, au sud par le village de Mlomp, à l’est par le village de Kartiack et à l’ouest par le marigot de Diouloulou (Erongol) et les îles Carones et Carabane. 

### La mangrove de Thiobon
Les terrains entourant le village se situent en zone de mangrove. La population s'y fournit notamment en huîtres et en bois de mangrove, utilisé pour la cuisson des aliments et la construction des habitations. Des études scientifiques sont menées sur la mangrove de Thiobon, qui fait également l'objet d'actions de préservation de son écosystème.
Thiobon compte également plusieurs îlots non habités (Diadédiome, Koudièle, Djiyinène, Kayène-hourer, Kahahène, Diendiènaye, Kareugheul, Taminang, Houtanghate-Kouseumpoul, Houssoudia, Mainduènou) dans lesquels on pratique la riziculture.
Il existe aussi un site de reproduction des oiseaux dénommés Houlèouteuhou.

## Population et société
Lors du recensement de 2002, le village comptait 1 387 habitants et 193 ménages. En 2013, elle est estimée à 2 107 habitants. 

### ASSORETH
L’Association pour la Rénovation de Thiobon (ASSORETH) est une structure qui regroupe résidents et ressortissants. Tous les ans au mois d'avril, cette association réunit ses membres en assemblée générale à l’issue de laquelle les problèmes du village sont débattus et des solutions sont éventuellement proposées. Les cotisations de ses membres servent à réaliser des projets dans les domaines de l’éducation, de la santé etc.
Du 24 au 31 décembre 2011 et du 2 au 4 avril 2013, le village de Thiobon a organisé des journées culturelles. Le thème de la deuxième édition est : Paix et Protection de l’environnement pour le développement de la Casamance.

### Économie
L'ostréiculture est l'une des activités principales des femmes du village. Les huîtres sont destinées à la consommation locale mais aussi à l'exportation. La vétusté ou l'absence de matériel (gants, pirogues) rendent le travail particulièrement dangereux. Les habitants réclament la construction d'un quai de pêche qui leur permettrait de développer cette activité ainsi que l'exploitation de produits halieutiques.

### Santé
Une maternité moderne est inaugurée en 2018.
En 2019, l'accès à l'eau potable est jugé préoccupant.